# Serhij Atel'kin
Serhij Valerijovyč Atel'kin (in ucraino Сергій Валерійович Ателькін?; Donec'k, 8 gennaio 1972 – Leopoli, 1º ottobre 2020) è stato un calciatore ucraino, di ruolo attaccante.

## Biografia
Nel 2008 viene colpito da arresto cardiaco. Muore il 1º ottobre 2020, all'età di 48 anni, a seguito di un altro attacco cardiaco.

## Carriera

### Club
Cresce calcisticamente nella principale squadra della sua città, lo Šachtar, in cui milita dal 1990 al 1997 mettendo a segno una cinquantina di gol in campionato.
Dopo essersi messo in mostra in una partita di Coppa delle Coppe contro il L.R. Vicenza e aver collezionato un paio di presenze nella nazionale di calcio ucraina, nel dicembre 1997 è acquistato dal Lecce di Cesare Prandelli per la stagione di Serie A 1997-1998 in corso. Nel campionato italiano segna 3 gol in 16 presenze, in un'annata conclusasi con la retrocessione del club salentino.
Nell'ottobre 1998, dopo avere messo a referto 4 presenze in Coppa Italia, viene ceduto in prestito al Boavista, nel campionato portoghese. Le buone prestazioni (3 gol in 10 partite e il secondo posto ottenuto in campionato) spingono i dirigenti del club portoghese a chiedere il rinnovo del prestito anche per la stagione successiva.
Nella stagione 2000-2001 fa ritorno in patria, sempre nelle file dello Šachtar. Atelkin è uno degli artefici principali della prima storica qualificazione della squadra ucraina alla fase finale della UEFA Champions League nel 2000-2001. Gli ucraini eliminano, infatti, nei preliminari prima il Levadia Maardu e poi lo Slavia Praga, proprio con il gol decisivo di Atelkin nei supplementari (nel complesso sono 5 i suoi gol nelle 4 partite dei preliminari). Inseriti nel girone B con Arsenal, Lazio e Sparta Praga, gli ucraini non riescono però ad andare oltre il terzo posto nel raggruppamento.
Nella stagione successiva Atelkin contribuisce alla prima vittoria campionato nazionale da parte dello Šachtar, prima di vestire nel 2002 la maglia dell'altra squadra cittadina, il Metalurh Donec'k.

### Nazionale
Ha giocato le sue uniche 2 partite con la nazionale ucraina nel 1997, prima di passare al Lecce, giocando tra l'altro nel prestigioso play-off contro la Croazia in sostituzione dello squalificato Andrij Ševčenko. Quella partita è stata persa per 2-0 dagli ucraini e Atelkin è stato rimpiazzato al 54º minuto da Dmytro Mychajlenko.

## Statistiche

### Cronologia presenze e reti in nazionale
| Cronologia completa delle presenze e delle reti in nazionale ― Ucraina | Cronologia completa delle presenze e delle reti in nazionale ― Ucraina | Cronologia completa delle presenze e delle reti in nazionale ― Ucraina | Cronologia completa delle presenze e delle reti in nazionale ― Ucraina | Cronologia completa delle presenze e delle reti in nazionale ― Ucraina | Cronologia completa delle presenze e delle reti in nazionale ― Ucraina | Cronologia completa delle presenze e delle reti in nazionale ― Ucraina | Cronologia completa delle presenze e delle reti in nazionale ― Ucraina |
| Data                                                                   | Città                                                                  | In casa                                                                | Risultato                                                              | Ospiti                                                                 | Competizione                                                           | Reti                                                                   | Note                                                                   |
| ---------------------------------------------------------------------- | ---------------------------------------------------------------------- | ---------------------------------------------------------------------- | ---------------------------------------------------------------------- | ---------------------------------------------------------------------- | ---------------------------------------------------------------------- | ---------------------------------------------------------------------- | ---------------------------------------------------------------------- |
| 11-10-1997                                                             | Erevan                                                                 | Armenia                                                                | 0 – 2                                                                  | Ucraina                                                                | Qual. Mondiali 1998                                                    | -                                                                      | 82’                                                                    |
| 29-10-1997                                                             | Zagabria                                                               | Croazia                                                                | 2 – 0                                                                  | Ucraina                                                                | Qual. Mondiali 1998                                                    | -                                                                      | 54’                                                                    |
| Totale                                                                 |                                                                        | Presenze                                                               | 2                                                                      |                                                                        | Reti                                                                   | 0                                                                      |                                                                        |

## Palmarès
- Campionato ucraino: 1

Šachtar: 2001-2002
- Coppa d'Ucraina: 3

Šachtar: 1994-1995, 1996-1997, 2000-2001